# Истомин, Глеб Алексеевич
Глеб Алексе́евич Исто́мин (1905 — не ранее 1975) — советский учёный, работавший в области кинофототехники. Лауреат Сталинской премии третьей степени (1946). Член ВКП(б) с 1939 года.

## Биография
Г. А. Истомин работал в НИИ ВВС РККА. С 1957 года работал в НИКФИ. С 1956 года был учёным секретарём Комиссии по химии фотографических процессов при Отделении общей и технической химии АН СССР. Доктор технических наук. Профессор.
Участвовал в качестве эксперта по фототехнике в суде над Ф. Пауэрсом, пилотом сбитого 1 мая 1960 года американского разведывательного самолёта Lockheed U-2.

## Награды и премии
- Сталинская премия третьей степени (1946) — за участие в создании новых приборов для ночного фотографирования с самолёта, получивших широкое применение на фронте.

## Научные работы
Его труды посвящены теории аэрофотографии, исследованиям в области структурных свойств кинофотоматериалов и количественной оценке качества изображения.
1. Элементы теории аэрофотографии. М.: Издание ВВИА им. проф. Н. Е. Жуковского, 1949. — 116 с.
2. Сенситометрия аэрофотоматериалов и аэроэкспонометрия. М.: Воениздат, 1949. — 60 с.

### В качестве редактора
1. Применение научной фотографии : пер. с нем. / В. Круг, Г. Г. Вайде; ред. Г. А. Истомин. — М.: Мир, 1975. — 206 с.
2. Неблит, К. Б. Фотография её материалы и процессы : пер. с англ. / Под ред. Г. А. Истомина, В. И. Шеберстова. — М.: Искусство, 1958. — 672 с.